# 紫陽洞佛堂

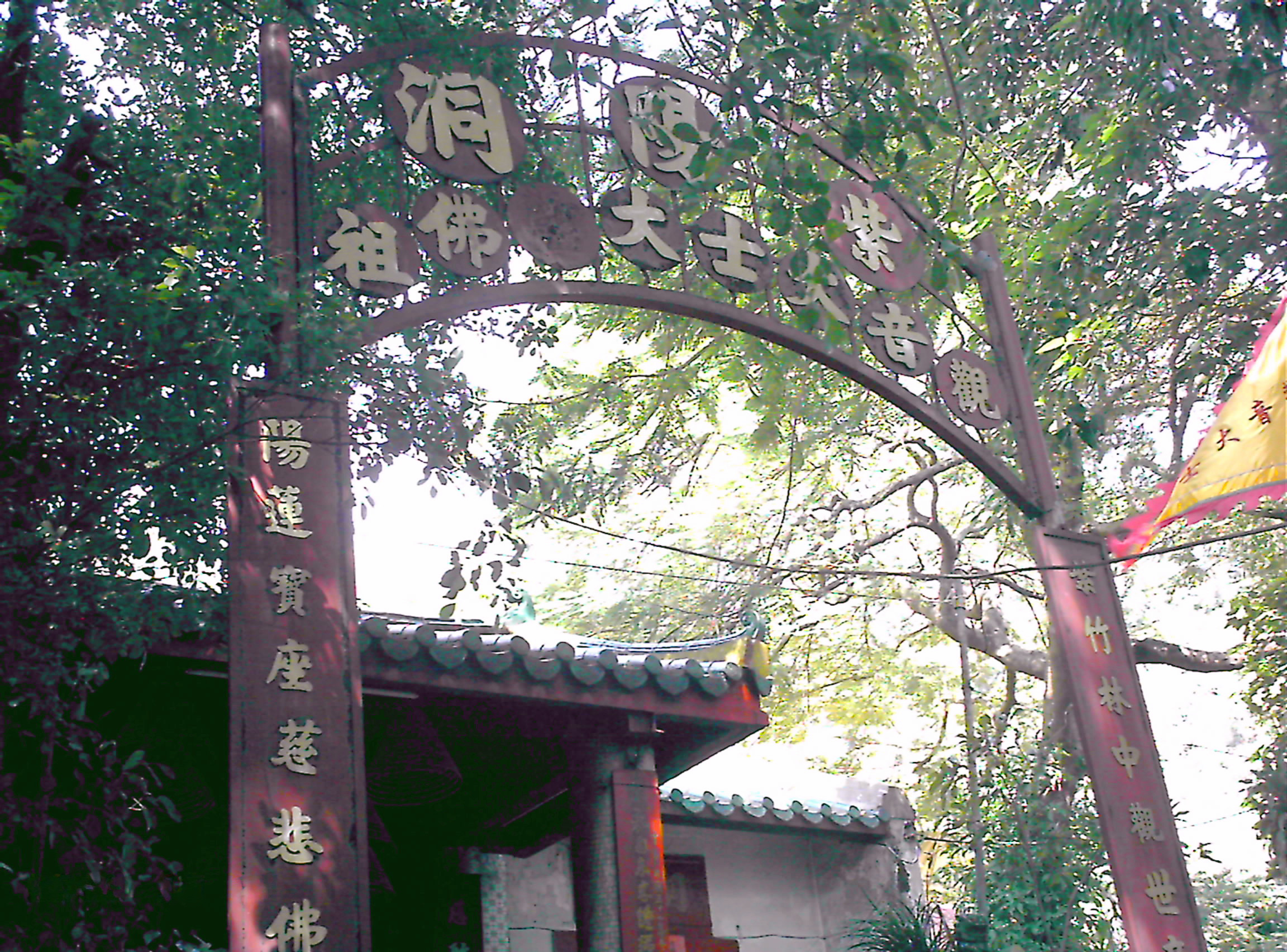
紫陽洞佛堂的山門

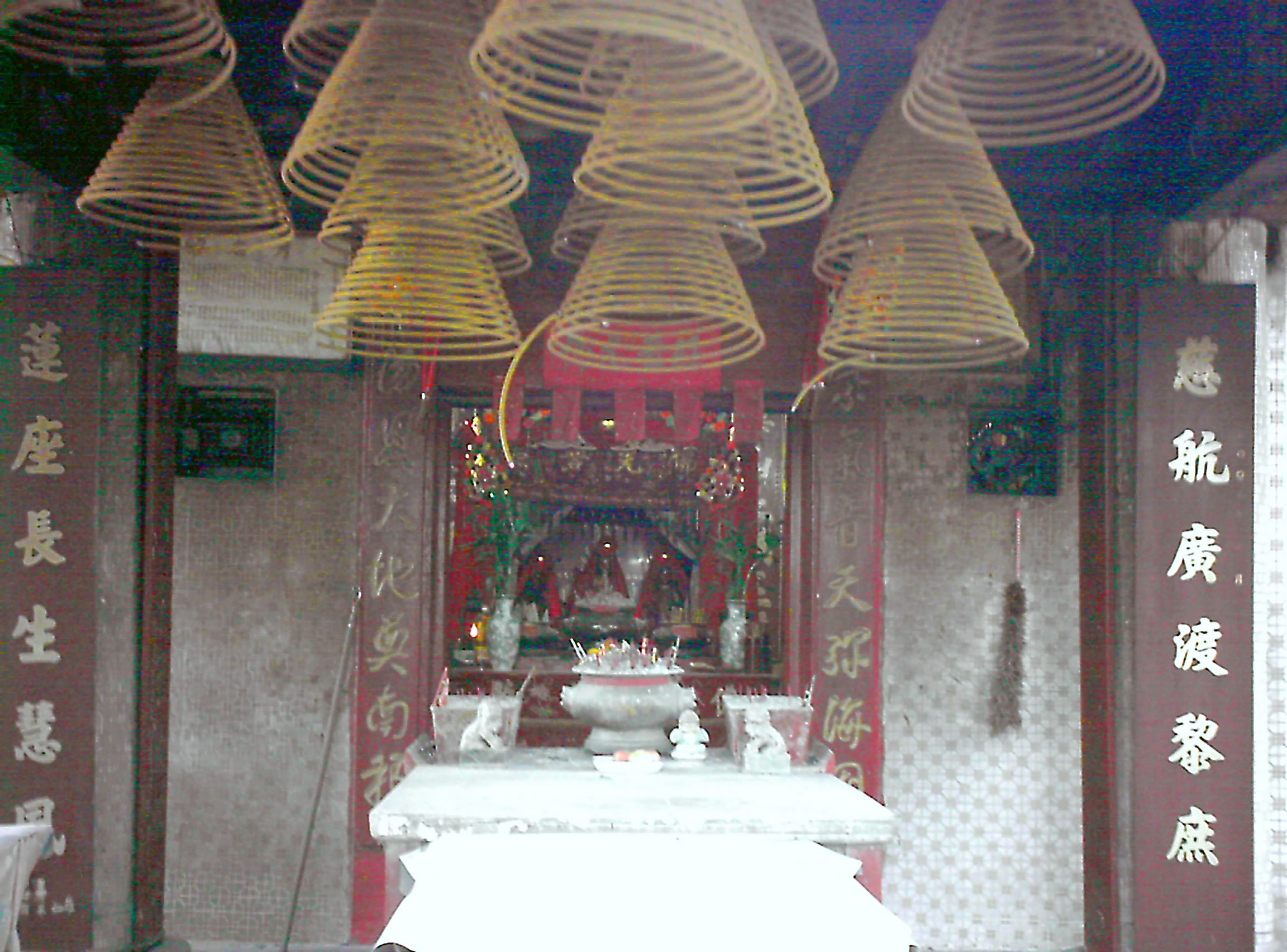
紫陽洞佛堂的主殿門

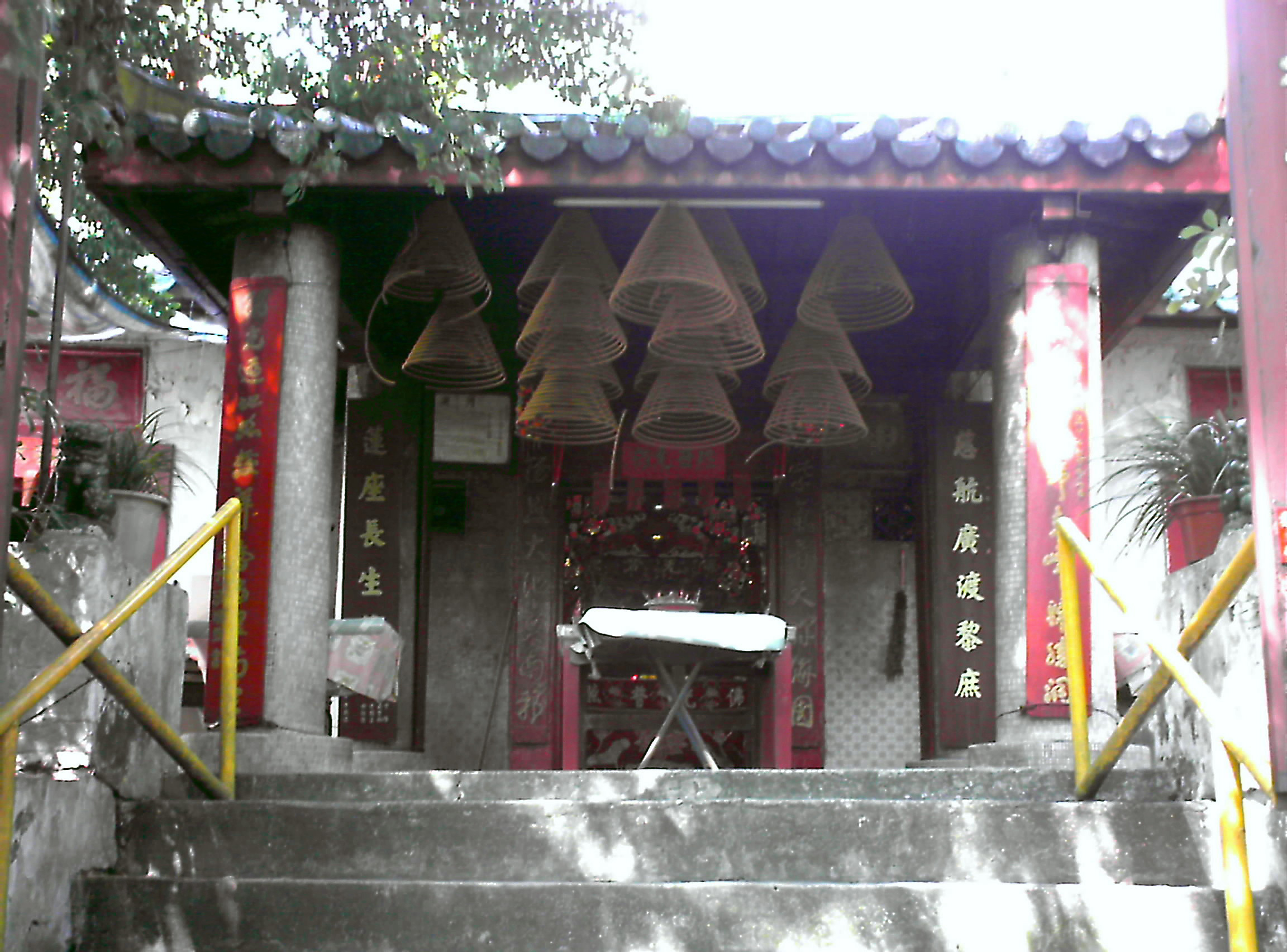
紫陽洞佛堂的主殿

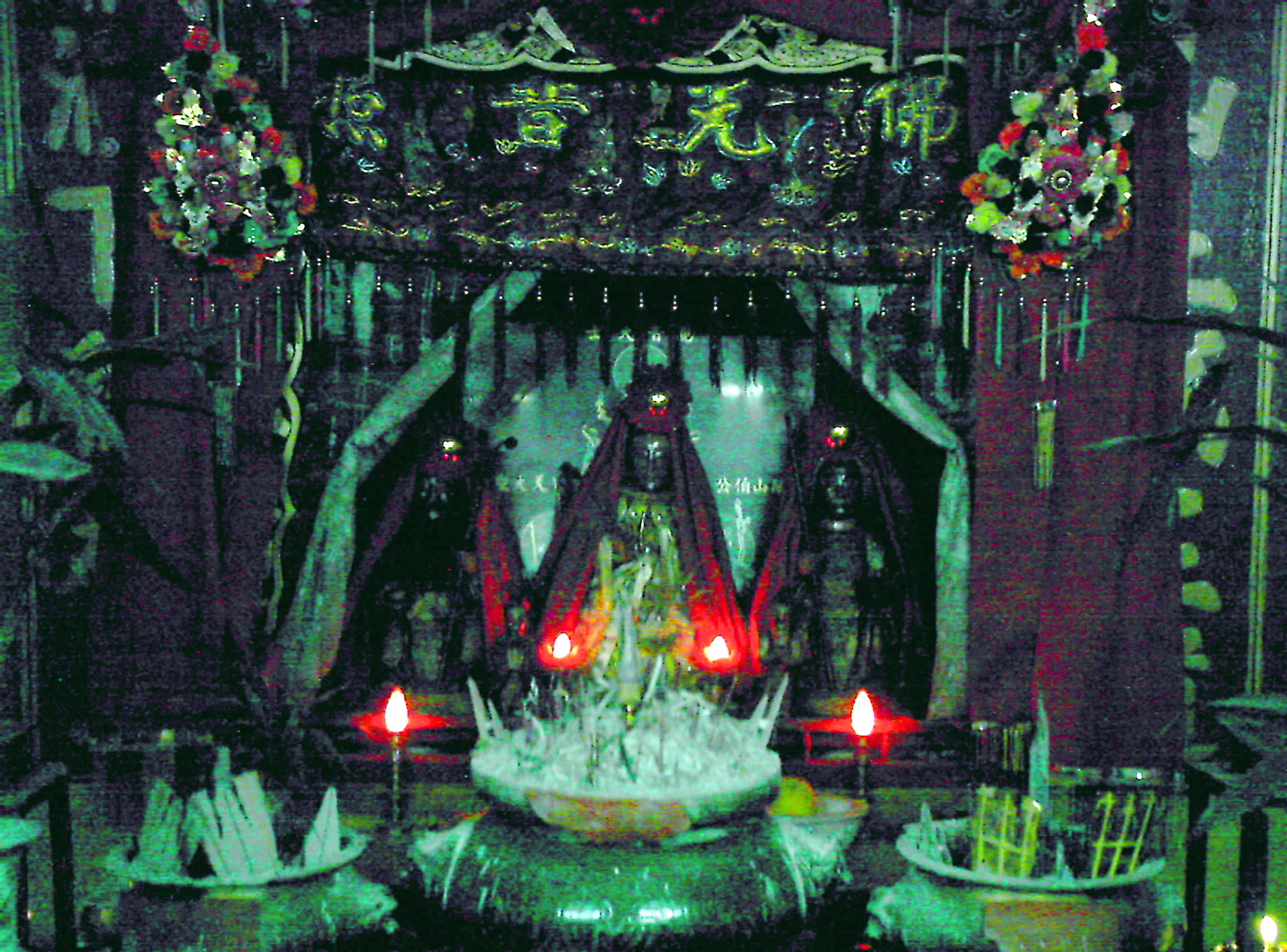
紫陽洞佛堂的大殿裡的觀音像

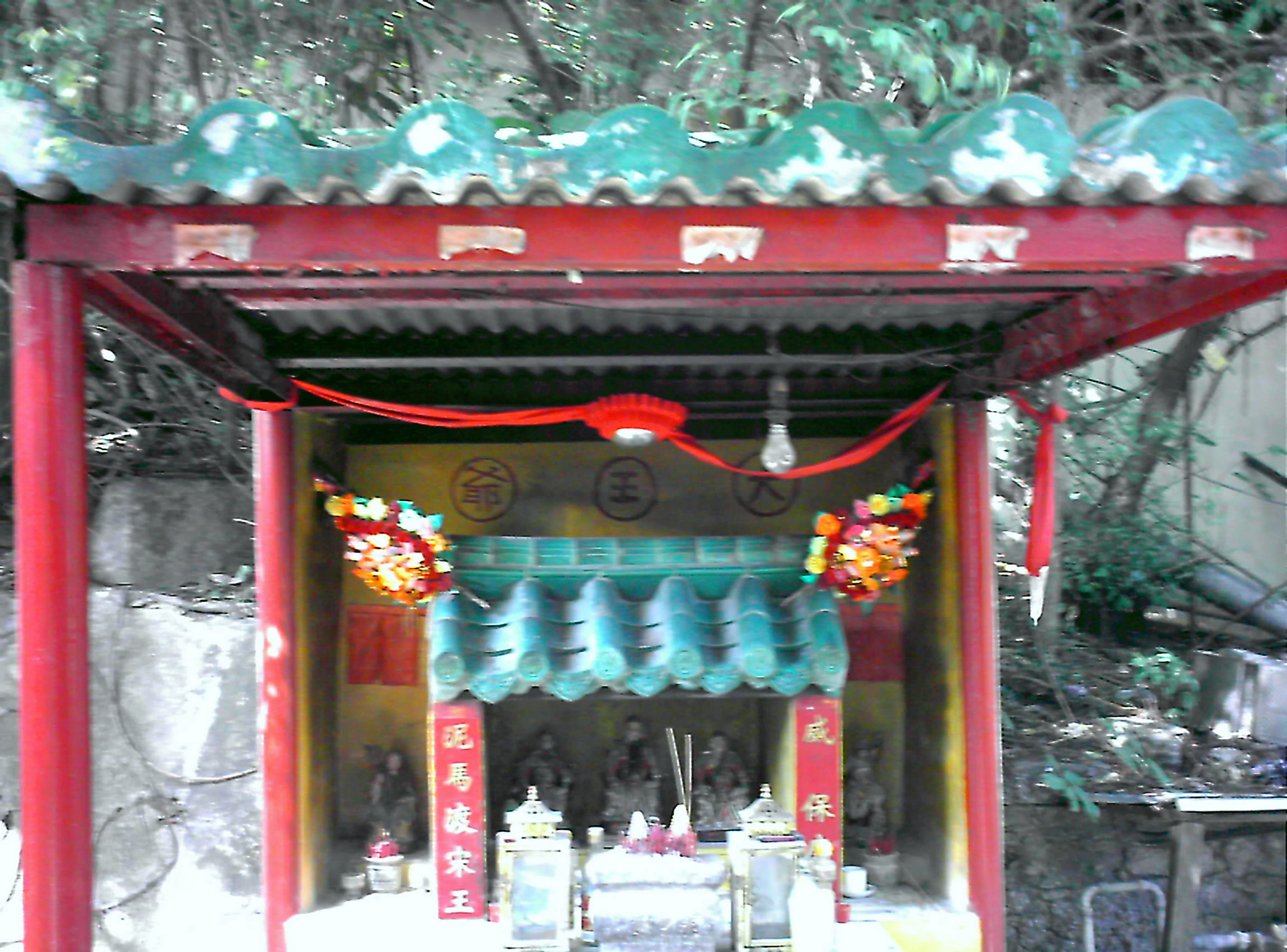
紫陽洞佛堂的大王爺殿

紫陽洞佛堂 (英文：Chi Yeung Tung Fat Tong)是香港一所供奉觀世音菩薩及孫悟空的佛教廟宇，位於九龍蘇屋一段的呈祥道號地段，北鄰元清閣。它本屬一處沒有登記的違章建築物，在2004年2月，規劃署在諮詢有關部門後，確定保存這座歷史道觀，並建議把它由「綠化地帶」改成「政府、機構或社區」，以限定該佛堂可能進行的發展須為現有建築物的形式和高度，從而使它受到政府的管制

## 地址
香港九龍深水埗呈祥道紫陽洞村28號

## 歷史
卓祖印先生首先在1952年與同族親友在長沙灣呈祥道以北之地段籌建木結構的「紫陽洞」佛堂，供奉：主祀觀世音菩薩；副祀孫悟空與開山伯公。並在1976年及1979年先後集資重建。2010年農曆正月申請為宗教非牟利機構：「紫陽洞佛堂有限公司」，隨即辦理申請「宗教慈善團體」。

## 現時建築
- 山門
  - 橫匾：「紫陽洞觀音大士佛祖」
  - 對聯：「紫竹林中觀世音；陽蓮寶座慈悲佛。
- 主殿供奉觀世音菩薩的像及孫悟空像；
  - 大門對聯：「紫氣普天彌海國；陽恩大地奠南邦。」
  - 內柱對聯：「慈航廣渡黎庶；蓮座長生慧風。」
- 大王爺殿；
  - 對聯：「威靈保唐民；泥馬渡宋皇。」

## 外部連結
- 紫陽洞佛堂的官方網頁 （页面存档备份，存于）